# Х Џиџанг
Х Џиџанг (упрош: 贺知章; трад: 賀知章; пин: Hè Zhīzhāng; око 659-744), је био Кинески песник рођен у данашњом Сјаошану, Џ'ђијангу током Танг династије, и један је од Осам бесмртника вина. Његова доста позната дела укључују „Повратак у завичај“.
Х Џиџанг је дуго службовао у различитим деловима Кине. Потом се вратио у завичај и постао таоистички монах.